# Thornenema baldum
Thornenema baldum är en rundmaskart. Thornenema baldum ingår i släktet Thornenema och familjen Dorylaimidae. Inga underarter finns listade i Catalogue of Life.